# Dobropolje
Pour les articles homonymes, voir Dobro Polje.
Dobropolje (en cyrillique : Добропоље) est un village de Bosnie-Herzégovine. Il est situé dans la municipalité de Tešanj, dans le canton de Zenica-Doboj et dans la fédération de Bosnie-et-Herzégovine. Selon les premiers résultats du recensement bosnien de 2013, il compte 950 habitants.

## Géographie
Le village est situé dans les faubourgs sud de Tešanj.

## Démographie

### Évolution historique de la population dans la localité
| 1948 | 1953 | 1961 | 1971 | 1981 | 1991 | 2013 |
| ---- | ---- | ---- | ---- | ---- | ---- | ---- |
| -    | -    | 493  | 621  | 753  | 787  | 950  |

|  |